# 奥马尔·布拉德利

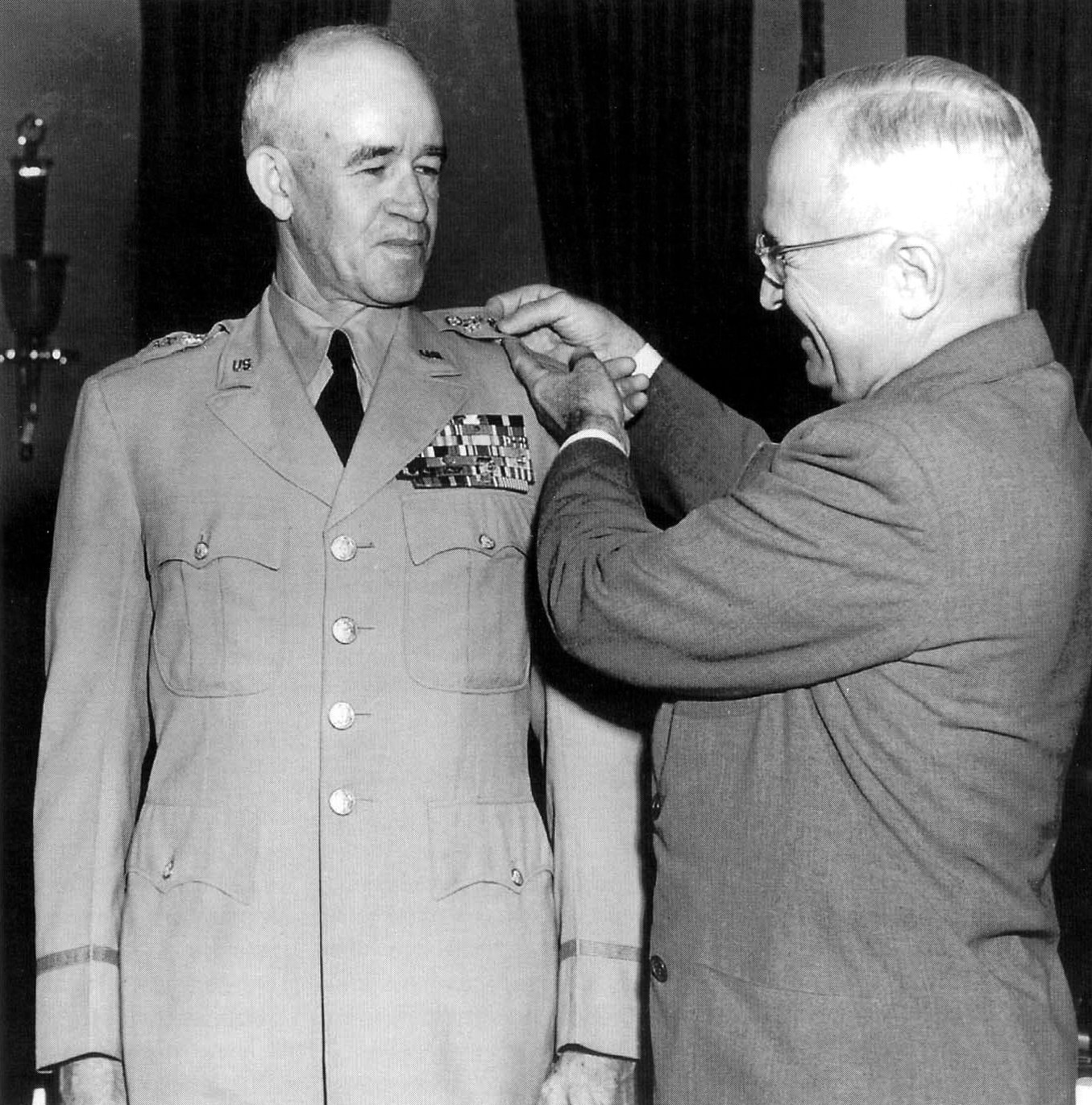
杜魯門為奥马尔·布拉德利掛星晉升

奥马尔·纳尔逊·布拉德利（英語：Omar Nelson Bradley，1893年2月12日—1981年4月8日），是美国陆军的五星上将，第二次世界大战期间美军在北非战场和欧洲战场的主要指挥官。他是最後一位辭世的五星上將，也是第一任参谋长联席会议主席。

## 生平

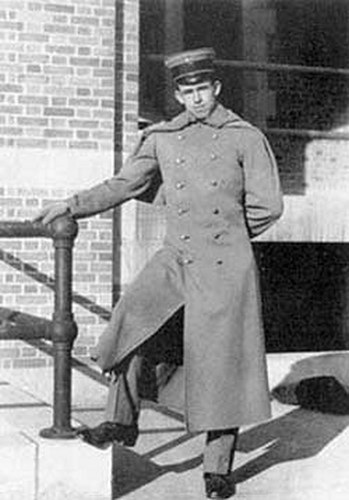
早年奥马尔·布拉德利在西點軍校

布拉德利1893年2月12日出生于密苏里州克拉克附近的一个小木屋，教师家庭，是家里唯一存活下来的孩子，在密苏里农村的贫寒生活中长大，1911年高中毕业，获得国会议员William M. Rucker的提名进入西点军校。1915年在西點軍校畢業，該屆164名畢業生之中，出了59名將官。其中包括2名五星上將（德怀特·艾森豪威尔和布拉德利）、2名四星上將（约瑟夫·T·麦克纳尼和詹姆斯·范佛里特）、7名三星中將、24名二星少將、24名一星准將，畢業的被後世的人稱為The class the stars fell on（星星都落到這屆）。毕业排名第44位，与艾森豪威尔一样，毕业时一点也不突出，毕业时才获得学员少尉，是西点非杰出毕业生中的杰出军事领导人之一。
1915年6月12日，成为步兵少尉进入第14步兵团。墨西哥内战期间参与在边境的部署，1916年11月晋升为中尉。1918年，一战中，在动员开始时被晋升为上尉，1918年8月，第14步兵团转隶第19步兵师，晋升为少校，任第2营营长。战争结束陆军被遣散后，他到南达科他州学院担任军事科学助理教授，并恢复到其永久军衔上尉。1920年9月开始为期4年的西点数学讲师生涯，此时，道格拉斯·麦克阿瑟任西点校长。1924年夏晋升为少校，当年秋离开西点进入步兵学校参加高级教程学习，1年后从步兵学校以第2名毕业。到Hawaiian师第步兵27团任职，1928年，返回美国，进入指挥与参谋学院学习。1929年被任命为步兵学校讲师，4年的步兵学校生涯使他与“Marshall men”的精选连结下渊源，这些人中的很多人很快都得到了重要任命，并给Marshall留下了深刻印象。1934年毕业于陆军战争学院，并返回西点战术部，1936年晋升中校，1938年夏，离开西点进入陆军部总参谋部，先后任G-1（人力与人员办公室副参谋长）、陆军参谋部办公室助理参谋长。1941年2月，被擢升为准将（跳过了上校），任步兵学校校长。
珍珠港事件2个月后，先后就任第82步兵师、第28步兵师师长，负责上述各师的组建与训练，1943年2月，被任命为第X军军长，还没有就任任命就被取消，到北非为他的老同学艾森豪威尔服务，后任第2军副军长、军长，第1集团军群（后来改称第XII集团军群）司令兼任第I集团军军长，他领导的第12集团军群总人数曾达90万3千人，是美国历史上作为集团军这一级美国陆军军官指挥过的人数最多的作战部队。1945年8月，就任退伍军人局局长，1948年2月7日，任陆军参谋长，1949年8月16日，成为第一任参谋长联席会议主席，1950年9月22日被授予五星上将军衔，是美国国防机构中最后一个被晋升为五星上将的人，也是二战后的唯一一位。1949年10月5日，成为第一任北约军事委员会主席，1953年8月15日退休。

## 第二次世界大战

时任四星上将布莱德利官方肖像（摄于1945年）

### 西西里島戰役
1943年布拉德利在前線指揮，為第8軍指揮，但在火炬行動後，2月馬歇爾派遣作艾森豪在北非戰場的監視。3月巴頓出任第2軍軍長，布拉德利被任命為第2軍副軍長，突尼斯戰役其軍隊擔任助攻。其後升為軍長，全權負責第2軍指揮。攻入比塞大，把北非的德意志軍殲滅並前往阿爾協助巴頓擬制西西里作戰計劃。7月10日凌晨把自己的第2軍編加到巴頓的第7集團軍，參加西西里島戰役。蒙哥馬利定下的作戰方針，美軍取消巴勒莫附近的登陸方針。布拉德利指揮第1步兵師進攻傑拉，另一方面指揮第45警衛師進攻斯科格利蒂，進攻成功後抵達北部進攻的主要公路。蒙哥馬利認為應該將公路讓給英軍使用，改由美軍進攻墨西拿，布雷德利認為美軍在盟軍的地位與作用降低，巴頓卻擅自進攻巴勒莫，布利德利還是聽從指令繼續北進。7月23日攻占目的地特洛伊那並急轉進攻墨西拿。8月巴頓將軍與布拉德利先後在卡拉布里亞和布羅洛使用兩棲圍攻戰術，美軍和英軍先後進入墨西拿，8月17日西西里島戰役結束。1944年1月馬歇爾派布拉德利組建第1集團軍，艾森豪任命布拉德利為第1集團軍司令和第1集團軍群司令。

### 诺曼底登陆
1944年年初指挥美國第1军团，辖第5、7、8和19军，在英国将军蒙哥马利的临时指挥下参加诺曼底登陆，作战代号霸王行动（Operation Overlord），在所有的盟军高级指挥官中，只有他相信空降部队的价值並最终说服让第82和101空降师在犹他和奧馬哈海滩的后方空降。
6月6日凌晨他登上美国海军巡洋舰（USS Augusta）指挥作战。在战斗中，他接到德军第352步兵師进入他的第5军第1步兵師攻击地域奧馬哈海滩的消息，但是他没有改变作战计划。6時30分美国与盟军部队开始攻击诺曼底海滩，登陸的第7军第4步兵師只受到了轻微抵抗即占领了犹他海滩，第7军在当天就开辟了6英里纵深登陆地带。但是奧馬哈海滩的情况却变成了恶梦，防守的德军受到了第352步兵師的支援，占领了有利地形，使盟军陷入灾难，最终在正确的指挥和海军炮火的支援下，英勇的美国指挥官率领士兵拚死战斗，逐渐建立了滩头阵地。
在失去仅有的与登陆部队联系后，布莱德利非常担心会出现灾难，一段时间，他甚至考虑撤出部队停止对奧馬哈海滩的攻击并让他们跟随犹他海滩攻击或返回英国海岸，最终，到中午，与第5军的联络才接通，布拉德利在电话接通后的第一句话是：“上帝感谢美国海军”，第5军军长Gerow报告，他的人已经到达绝壁的顶峰，到晚上，危机才过去。经过1天的战斗，盟军在诺曼底建立了牢固的滩头阵地，6月9日布莱德利与他的第1军团司令部搬到岸上。

### 眼鏡蛇行動
7月1日美軍攻佔瑟堡港和科唐坦半島。布萊德利因天氣狀況不佳而推遲“眼鏡蛇”行動數次，最終於7月25日開始“眼鏡蛇”行動,使用轻型炸药进行短时间高强度的轰炸，摧毁德军防御并避免造成更多的瓦砾和弹坑从而延缓盟军的进展。短程地毯式轰炸甚至导致在前线散兵坑的莱斯利·麦克奈尔少将被己方误炸身亡。7月30日美軍突破阿弗朗什的德軍防線，俘虜20,000名德軍，結束行動。“眼鏡蛇”行動使得德軍整個諾曼第防線崩潰，確保了盟軍在諾曼第戰役的決定性勝利。

### 法萊斯包圍戰
8月1日美國將第1軍團和第3軍團合編為第12集團軍，大約400,000人，任布拉德利為此集團軍指揮官。布萊德雷指揮第8軍進攻布列塔尼半島，其餘軍隊則沿卡昂至勒芒挺進，準備進攻巴黎。德軍此時反攻莫爾坦，打算奪取阿弗朗什。布拉德利認為德軍的進攻方案錯誤，遂後改變原定計劃，進行法萊斯包圍戰。英軍和加拿大軍要推進到法萊斯越過阿爾讓當，莫爾坦美軍抵抗德軍的反攻，而進攻勒芒的美軍往北到向阿爾讓當與英軍、加拿大軍包圍法萊斯。8月19日盟軍包圍德軍約12個師，德軍死傷約10,000人、俘虜約50,000人，但也大約有40,000名德軍能夠突圍，使德軍無法在塞納河路途上設置防線。

### 兩線進攻
8月25日布拉德利指揮美軍和法軍解放法國巴黎，其後速攻佔領蘭斯、夏隆、凡爾登、那慕爾和列日等地，抵達齊格菲防線（西部壁壘）。10月2日美軍對亞琛實施兩翼包圍，21日佔領亞琛。但由於德軍加強反擊，破壞了港口和盟軍補給物資，盟軍被迫停止進攻，等待後勤補給。布萊德雷在9月22日盟軍最高司令部作戰會議上提出的方案，快速進攻計劃以第12集團軍群為主攻，雙線進攻萊茵河；一軍隊從亞琛出發，向科隆和波恩進攻，另一軍隊從薩爾，向法蘭克福挺進，其後匯合一齊挺進，包圍魯爾區。蒙哥馬利要殲滅斯凱爾德灣殘敵後，從奈悔根再向東南突擊，直指魯爾區。於10月18日被艾森豪採納，但布萊德雷等美國將領與英國蒙哥馬利等英國將領不和，所以進展并不順利。

### 突出部戰役
12月16日德軍集中兵力向阿登山區發動反攻，重擊霍奇斯的美國第1軍團。布萊德雷與艾森豪等人分析德軍的攻勢，明確盟軍當前要防禦從北面和南面突入阿登山區的德軍，控制聖維特和巴斯托尼，沿馬斯河岸路上的部隊組織起來，抵抗德軍的攻勢，布萊德雷設在盧森堡的司令部有危險，艾森豪也令布拉德利退駐凡爾登，但布萊德雷以軍心動搖而拒絕。12月18日布萊德雷命令霍奇斯的第1軍團從北上轉頭南下，巴頓的第3軍團則轉而北上，防禦德軍。22日巴頓由南向北發動進攻突出部。23日盟軍開始對德軍實施空中突擊，為英軍的支援鋪路，艾森豪把布萊德雷指揮的美國第1軍團臨時轉隸蒙哥馬利，但是蒙哥馬利直到1945年1月才發起進攻。期間，因德軍的擾亂作戰「狮鹫行动」而引發美軍廣設哨點反諜，布萊德雷即在一次乘车回总部时被宪兵拦下，後者提問伊利诺伊州的首府為何，儘管布萊德雷說出正确的答案——斯普林菲尔德，宪兵却认为是该州最大城市芝加哥才是首府，因而遭到拘留。

### 萊茵河戰役
1945年1月31日盟軍在烏法里茲會師，收復突出部，把德軍趕回起初的防線。在阿登戰役（突出部戰役）中，盟軍大約以傷亡77,000人的代價，使德軍傷亡120,000人。根據艾森豪3月22日命令進攻，布拉德利率部渡過萊茵河，向法蘭克福推進和卡塞爾。盟國在萊茵貝格會議上提出：美軍第9軍團和第1軍團分別在南北圍殲魯爾區的德軍，再在帕德博思和卡塞爾地區會師。其後布萊德雷被命其指揮第1軍團、第3軍團和第9軍團從卡塞爾大規模進攻，穿過德國中部直抵易北河畔；蒙哥馬利的部隊掩護北翼并向北挺進，渡過易北河直抵丹麥邊境；而美軍的德弗斯掩護南翼，向東南推進，直抵奧地利，此計畫是和艾森豪一起提出，被人稱為“布拉德利計畫”又叫作伐木者計劃。

### 魯爾戰役
布萊德雷指揮實施該項計畫，4月1日英軍攻佔帕德博恩並對合圍魯爾區的德軍。4月4日第9軍團從蒙哥馬利下歸回美軍第12集團軍指揮，共轄4個軍團（美國第1、3、9、15軍團），總兵力大約有130萬人。布菜德雷把集團軍司令部遷到德國的威斯巴登，4月6日布萊德雷繼續從卡塞爾到易北河，各軍團的目標分別為萊比錫、易北河對岸橋頭堡和莫爾德河。4月8日被圍德軍中，大約有320,000人投降，而西線德軍總司令莫德爾開槍自殺。4月13日易北河德軍防線全線突破，布萊德雷下令阻止德軍向阿爾卑斯山和挪威撤離。他命令巴頓的軍隊繼續向東南推進，直達林茨和多瑙河，而掩護巴頓右翼的德弗斯軍隊則穿過紐倫堡和慕尼克向東挺進。4月15日盟軍發起進攻德國的最後總攻。4月26日美軍與蘇軍在易北河畔的托爾高會師。5月7日納粹德國宣佈無條件投降。

## 戰後

晚年布莱德利（摄于1965年)

1945年8月為退伍軍人管理局局長，1947年11月為美國陸軍參謀長，1949年8月升任美國參謀長聯席會議（JCS）主席，往後兼任北約組織軍事委員會主席及其常務委員會主席。1950年9月晉升為美國五星上將，布萊德雷在JCS主席期間策划和指揮朝鮮戰爭。
1951年5月3日开始，美國參議院軍事委員會和外交关系委员会就麦克阿瑟被解职一事进行听证。在近两个月的麦克阿瑟听证会上，JCS被卷入到论战中。在听证会上，布莱德利否认麦克阿瑟认为他本人和JCS同事曾经与麦克阿瑟持相同观点，但已经被政府说服的说法，指出JCS在对待战争的政策上与政府完全一致，军事问题的根本是采取必要措施使美国及其盟友避免全面战争风险，认为麦克阿瑟采取的措施是在增加全面战争的风险。接着指出，中国军事介入也是一个误导，并说出了一段被广泛引用的话：
“在当前环境下，我们已经提出反对扩大战争的建议，作战方案通常被描述为与红色中国的“有限的战争”，这样做增加了我们将更多力量投入到一个非关键战略地的风险，…，坦白地说，JCS认为，这种战略将使我们在错误的地点和错误的时间，卷入一场与错误的敌人进行的错误的战争…”。

## 纪念
布雷德利步兵战车以他命名。1981年4月8日，布萊德雷在華盛頓逝世，長眠於哥倫比亞特區对岸的阿靈頓國家公墓。